# 市瀬秀和
市瀬 秀和（いちのせ ひでかず、1975年3月16日 - ）は、日本の男性俳優・声優。山梨県西八代郡市川三郷町出身。
2012年4月26日より出身地である市川三郷町の観光大使を務めている。

## 概要
所属はジャンクション→キャスト・プラス（旧社名：クリエイティブ・メディア・エージェンシー）→オフィスぴろっと。山梨学院大学附属高等学校卒業。

### 俳優として
俳優業のかたわら、『ウルトラマンコスモス』で共演した鈴木繭菓と同様に、ファミリー劇場のウルトラマン関連の番組に出演することが多かった。また、『ウルトラマンコスモス』の撮影がクランクアップした際には、ウルトラマンコスモス ルナモードの着ぐるみを着て、主人公・春野ムサシ役の杉浦太陽を驚かせた。
高校生の時に『柳生一族の陰謀』を観て以来、時代劇を愛好するようになり、『大菩薩峠』に主演した市川雷蔵に憧れて俳優業を目指した。近年は時代劇作品に積極的に出演中。時代劇復興を願っており、殺陣が大好きである。
井上靖の『風林火山』の映像化作品に2年連続で出演した。

### 人物
「市瀬」の名字の間に「ノ」や「野」や「乃」が入っていない為、「いちせ」と呼ばれるときもある。
以前は1977年生まれと記載があったが、2007年から1975年生まれと修正している。実際、実年齢よりも若く見られることが多い。
酒が好きで、よく飲む。
刀道五段（真剣）・空手初段である。
ニンニクが食べられない（ラジオ『PASH!でDASH! 月曜まで60分』）。また、チョコレートも苦手だという。好きな食べ物はいちご（ラジオ『リボラジ』）。
とても自由人でリボラジでは共演者をたじたじにさせている。
ミュージカル『美少女戦士セーラームーン』などの殺陣指導も行っている。

### 出演作に関するエピソード

#### 家庭教師ヒットマンREBORN
愛称はいっちー。レギュラー出演していたアニメ『家庭教師ヒットマンREBORN!』（以下『リボーン』）で声を当てていた獄寺隼人の名前にちなみ、ラジオ『リボラジ!〜ぶっちゃけ並盛Dong☆Dong〜』（以下『リボラジ』）内でのあだ名はごっきゅん。
2007年4月、NHK時代劇『夏雲あがれ』収録中に骨折。その関係で『リボーン』降板かという噂が流れていたが、声は大丈夫なため代役を立てず、当分の間は松葉杖でアフレコをしていた。
足がとても速い。が、「家庭教師ヒットマンREBORN! ボンゴレ最強のカルネヴァーレ2008 〜in 中野サンプラザ〜」に出演した際には、共演者の井上優に短距離走で負けている。しかし、服装がかなり走りにくいものだったので服装が同じだったらどちらが勝ったかわからない。
『リボーン』で声を当てていた獄寺隼人に愛着があるようで、愛犬にも「はやと」という名前をつけている。ちなみに自身のブログで、12時ぴったりに獄寺の誕生日を祝っていたりもする。

## 出演

### テレビドラマ
- ウルトラマンコスモス（2001年 - 2002年、TBS） - フブキ 役
- NHK大河ドラマ「葵 徳川三代」
- Ai-Oi（2005年、ネットシネマ.tv）
- テレビ朝日日曜洋画劇場特別企画風林火山（2006年） - 武田信繁 役
- TBS「水戸黄門」
  - 第37部 第1話「将軍御落胤の野望・館林」（2007年） - 吉之助 役
  - 第38部 第16話「太鼓叩きゃ出るホコリ・諏訪」（2008年） - 高岡清四郎 役
  - 第41部（2010年） - 東条隼斗 役
  - 最終回スペシャル（2011年12月19日） - 伝八 役
- NHK木曜時代劇「夏雲あがれ」（2007年） - 白十組の忍者 役
- NHK大河ドラマ「風林火山」（2007年） - 秋山信友 役
- NHK土曜時代劇「陽炎の辻2」 第2・10話（2008年） - 吉村作太郎 役
- 七瀬ふたたび 第8話（2008年11月、NHK） - カフェの若い男の客 役
- 新春ワイド時代劇「寧々〜おんな太閤記」（2009年、テレビ東京） - 本多正純 役
- 必殺仕事人2009 第4話（2009年、テレビ朝日） - 米七 役
- トミカヒーロー レスキューフォース 第48話（2009年、テレビ東京） - 神谷 役
- 土曜ワイド劇場「ショカツの女〜新宿西署・刑事課強行犯係4」（2010年4月17日、テレビ朝日）
- BS時代劇「新選組血風録」第11話（2011年6月12日、NHK BSプレミアム） - 戸沢鷲郎 役
- NHKスペシャルドラマ「坂の上の雲」（全13回） 第12回 『敵艦見ゆ』 (2011年12月18日、NHK) - 栗原幸衛 役
- 水曜ミステリー9「捜査検事・近松茂道11」（2012年2月15日、テレビ東京） - 畠中耕一 役
- 好好!キョンシーガール〜東京電視台戦記〜 第5話（2012年11月9日、テレビ東京） - 清原清彦 役
- よってこ てんてこ め江戸かふぇ（2013年1月 - 、サンテレビジョン他） - ヒデ次/英丸 役
- 木曜時代劇「吉原裏同心」第1話（2014年6月26日、NHK） - 篠崎 役
- BS時代劇「大岡越前2」第8話（2014年11月21日、NHK BSプレミアム） - 白坂刑部 役
- 牙狼〈GARO〉-GOLDSTORM- 翔第1・2話（2015年、テレビ東京） - ビクロ 役
- コズミックフロント☆NEXT「日本人の暦を作った男 渋川春海」（2019年、NHK BSプレミアム） - 渋川春海 役

### 映画
- ウルトラマンコスモス2 THE BLUE PLANET（2002年8月3日公開） - フブキ ケイスケ（風吹圭介）隊員 役
- ウルトラマンコスモスVSウルトラマンジャスティス THE FINAL BATTLE（2003年8月2日公開） - フブキ ケイスケ（風吹圭介）隊長 役
- 新・影の軍団 第三章・第四章 地雷火（2003年） - 京太郎 役
- Stray Sheep　(2004年、ネットシネマ.TV)
- Bridge（2004年） - 主演・七宮満作 役
- 新・影の軍団〜最終章〜（2004年） - 京太郎 役
- 猿飛佐助 闇の軍団（2004年） - 黒鮫 役
- 八月拾五日のラストダンス（2005年、ネットシネマ.tv）
- ここにいる（2005年）
- SISTER（2005年）
- ドリフト3 鷹（2007年）
- キャラウェイ〜バカ兄貴〜（2007年4月7日公開/2008年3月21日DVD発売）
- 龍の牙-DRAGON FANG-（2007年11月22日DVD発売）
- 蛇にピアス（2008年） - 刑事 役
- 今日からヒットマン（2009年） - 鈴木 役
- TAJOMARU（2009年）
- 花のあと（2010年）
- 戦国番長ガチザムライ（2010年） - 城児魔 役
- 麻雀飛翔伝 哭きの竜 外伝（2011年） - 殺し屋 役
- 一命（2011年）
- 太秦ライムライト（2014年） - 和田シゲル 役

### 舞台
- 被告人（2003年） - アンドリュー・ジャービス 役
- 風林火山 晴信燃ゆ（2008年） - 板垣信里 役
- マリア・マグダレーナ来日公演「マグダラなマリア」〜マリアさんのMad (Apple) Tea Party〜（2008年11月12日 - 16日、シアターアプル） - サムライ 役[9]
- オアシスと砂漠〜Love on the planet〜（2009年1月21日 - 25日、青山劇場） - 吉高 役[10]
- 女信長（2009年6月5日 - 21日、青山劇場/6月26日 - 28日、大阪 シアターBRAVA!） - 柴田勝家 役[11]
- バグズグバリュー〜BURSTING MOMENTS〜（2011年3月2日 - 6日、天王洲 銀河劇場/3月9日 - 10日、アートピアホール/3月11日、森ノ宮ピロティホール）
- マリア・マグダレーナ来日公演「マグダラなマリア」〜マリアさんのMad (Apple) Tea Party (Reprise!)〜（2011年5月25日 - 29日、サンシャイン劇場/6月3日 - 5日、新神戸オリエンタル劇場） - サムライ 役[12]
- 郵便配達夫の恋（2011年7月7日 - 10日、PARCO劇場）
- SHINSENGUMI ～episode IKEDAYA～（2011年11月25日 - 28日、恵比寿・エコー劇場） - 土方歳三 役[13]
- 本格時代劇「念友 本能寺〜鬼を愛してしまった男〜」（2011年12月13日 - 18日、前進座劇場） - 木下藤吉郎（羽柴秀吉） 役
- 戦国ブログ型朗読劇 SAMURAI.com 叢雲-MURAKUMO-（2012年2月12日）
- 青山メインランド presents SAMURAI 7（2012年4月1日 - 8日、青山劇場） - ヘイハチ 役[14]
- 明治座創業140周年記念 大江戸緋鳥808（2012年8月4日 - 27日、明治座）
- 里見八犬伝（2012年） - 犬村大角 役
- バグズグバリュー〜even more BURSTING〜（2013年3月27日 - 31日、天王洲 銀河劇場）
- 明治座創業140周年記念神州天馬侠（2013年4月10日 - 27日、明治座） - 小幡民部 役[15]
- 三ツ星キッチン第10弾 オリジナル J-ミュージカル「TOMORROW homme」（2013年11月7日 - 12日、新宿スペース107/THEATRE/11月16日 - 17日、インディペンデントシアター2nd）
- 広島に原爆を落とす日（2013年12月4日 - 8日、俳優座劇場）
- 舞台版「天誅」（2014年5月7日 - 11日、シアターサンモール） - 龍丸 役
- 三ツ星キッチン第11弾 オリジナル J-ミュージカル「LOVE」（2014年6月26日 - 29日、赤坂RED THEATRE/7月5日 - 6日、インディペンデントシアター2nd）
- SONG OF SOULS-慶長幻魔戦記-（2014年11月7日 - 16日、KAAT神奈川芸術劇場ホール/11月23日 - 24日、梅田芸術劇場シアター・ドラマシティ）
- ミュージカル『SAMURAI 7』（2015年1月17日 - 25日、天王洲 銀河劇場） - ヒョーゴ 役
- ライブ・スペクタクル「NARUTO-ナルト-」(2015年3月21日 - 4月5日、AiiA 2.5 Theater Tokyo/4月10 - 12日、キャナルシティ劇場/4月15日 - 17日/梅田芸術劇場メインホール/4月23日 - 25日、多賀城市民会館/4月29日 - 5月10日、AiiA 2.5 Theater Tokyo（東京凱旋）/5月22日 - 24日、威尼斯人劇場/Malaysia International Exhibition & Convention Centre/6月6日、Resorts World Theatre, Resorts World Sentosa） - うみのイルカ 役
- スーパー歌舞伎II「ワンピース」（2015年10月7日 - 11月25日、新橋演舞場/2016年3月1日 - 25日、松竹座/4月2日 - 26日、博多座） - "青雉"・クザン 役
- FUJIYAMA（2016年1月2日、明治座）
- シアターコクーン・オンレパートリー2016 元禄港歌-千年の恋の森-（2016年1月7日 - 31日、Bunkamuraシアターコクーン）
- 闇狩人（2016年5月13日 - 22日、天王洲銀河劇場/5月28日、北九州芸術劇場/6月11日 - 12日、森ノ宮ピロティホール）
- SHINSENGUMI-episode ABULANOKOUJI-（2016年6月14日 - 19日、恵比寿・エコー劇場） - 土方歳三 丈 役
- ライブ・スペクタクル「NARUTO-ナルト-」（再演）（2016年7月30日 - 8月7日、梅田芸術劇場 シアター・ドラマシティ/8月13日 - 28日、AiiA 2.5 Theater Tokyo） - うみのイルカ 役
- 二月花形歌舞伎（2017年2月3日 - 26日、博多座）
- 劇団BRATS第10回記念公演第二弾『遠州森の石松～馬鹿は死ななきゃ治らない～』（2017年3月24日 - 4月2日、すみだパークスタジオ倉）[16]
- 錆色のアーマ（2017年6月8日 - 18日、AiiA 2.5 Theater Tokyo/6月22日 - 25日、森ノ宮ピロティホール） - 数珠坊 役
- 蒼海のティーダ～Truth～（2017年8月9日 - 13日、CBGKシブゲキ!!）- ガンジュ 役
- オンディーヌ（2022年12月23日 - 12月25日 愛知・ウインクあいち（愛知県産業労働センター）大ホール、2023年1月6日 - 1月11日 東京芸術劇場 シアターウエスト） - 水の精の王（奇術師）役[17]
- バロック音楽劇『ヴィヴァルディ -四季-』（2023年12月9日・10日、ウインクあいち 大ホール / 12月27日・28日、兵庫県立芸術文化センター 阪急中ホール / 2024年1月6日 - 14日、新国立劇場 小劇場）[18]
- 99（2025年5月10日 - 18日、こくみん共済 coop ホール/スペース・ゼロ） - 坂佐口たくみ 役[19]

### 情報バラエティ
- 帰ってきたウルトラマンのすべて（ファミリー劇場）
- 世界ウルルン滞在記〜ミャンマー編〜（毎日放送）

### テレビアニメ
2006年
- 僕等がいた（香川）
- 家庭教師ヒットマンREBORN!（2006年 - 2010年、獄寺隼人）

2007年
- アイシールド21（狼谷大牙）

2009年
- 夢をかなえるゾウ（立花）

2012年
- ポヨポヨ観察日記（佐藤英）
- 神様はじめました（2012年 - 2015年、青竹）- 2シリーズ

2013年
- DD北斗の拳（ジュウザ）

### OVA
- 家庭教師ヒットマンREBORN! ジャンプスーパーアニメツアー2009 ボンゴレ式修学旅行、来る! THE COMPLETE MEMORIAL（2010年） - 獄寺隼人 役
- 凍牌〜裏レート麻雀闘牌録〜（2013年）‐堂嶋役
- 凍牌〜裏レート麻雀闘牌録〜 全日本竜凰位トーナメント篇 （2013年）‐堂嶋役

### ラジオ
- リボラジ!〜ぶっちゃけリング争奪戦〜（マーベラスエンターテイメント公式サイト）- 井上優、石橋利香と共演
- リボラジ!〜ぶっちゃけ並盛Dong☆Dong〜 （マーベラスエンターテイメント公式サイト）- 井上優、飯田利信と共演
- リボラジ!〜ぶっちゃけアルコバレーノ大集合〜（マーベラスエンターテイメント公式サイト） - 井上優と共演
- リボラジ!〜ぶっちゃけチョイス攻略大作戦!〜（マーベラスエンターテイメント公式サイト） - 井上優と共演
- リボラジ!〜ぶっちゃけ並盛Dong☆Dong☆Dong〜（マーベラスエンターテイメント公式サイト） - 井上優と共演
- イッチーのチャンバラジオ（WALLOP）
- エンタメ楽院（FM FUJI、2021年 - ） - 伸太郎と共演

### ラジオドラマ
- VOMIC 家庭教師ヒットマンREBORN! - 獄寺隼人 役

### ゲーム
- 家庭教師ヒットマンREBORN! シリーズ - 獄寺隼人 役
  - DS 死ぬ気MAX! ボンゴレカーニバル!!
  - DS フレイムランブル骸強襲!
  - ドリームハイパーバトル! 死ぬ気の炎と黒き記憶
  - ドリームハイパーバトル! wii
  - DS フレイムランブル開炎 リング争奪戦!
  - Let's暗殺!? 狙われた10代目!
  - DS ボンゴレ式対戦バトルすごろく
  - DS フェイトオブヒート 炎の運命
  - DS フレイムランブル超 燃えよ未来
  - 狙え!? リング×ボンゴレトレーナーズ
  - バトルアリーナ
  - 禁断の闇のデルタ
  - DS マフィア大集合!ボンゴレフェスティバル!!
  - バトルアリーナ2 スピリットバースト
  - フレイムランブルX 未来超爆発
  - フェイトオブヒート3 雪の守護者来襲!
  - 絆のタッグバトル
  - フレイムランブルXX 超決戦!真6弔花
- ポヨポヨ観察日記 - 佐藤英 役

### ドラマ・ラジオCD
- 家庭教師ヒットマンREBORN! シリーズ（獄寺隼人）
  - 家庭教師ヒットマンREBORN! vsヴァリアー編 Battle.1（DVD初回特典CD）「雲雀恭弥・一日観察レポート」
  - 家庭教師ヒットマンREBORN! vsヴァリアー編 Battle.6（DVD初回特典CD）「悪夢で会いましょう」
  - 家庭教師ヒットマンREBORN! vsヴァリアー編 Battle.7（DVD初回特典CD）「獄寺・10代目への誓い」
  - 家庭教師ヒットマンREBORN! 日常編 前編（DVD初回特典CD）「守護者達の鍋宴会（バンケット）」
  - 家庭教師ヒットマンREBORN! 未来編 Burn.1（DVD初回特典CD）「リボラジ! 死ぬ気で初回特典! #1」
  - 家庭教師ヒットマンREBORN! 未来編 Burn.2（DVD初回特典CD）「リボラジ! 死ぬ気で初回特典! #2」

### 音楽CD
- 家庭教師ヒットマンREBORN! ボンゴレファミリー総登場!死ぬ気で語れ!そして歌え!（獄寺隼人）
- 家庭教師ヒットマンREBORN! キャラクター・デュエットCDシリーズ（獄寺隼人vs山本武）
  - 「俺達のJOY!」（獄寺隼人vs山本武）
  - 「...loop」（獄寺隼人）
  - 「ファミリー〜約束の場所〜」（沢田綱吉 with ボンゴレファミリー）
- 家庭教師ヒットマンREBORN! キャラソンシングルシリーズ2 守るべきもの/俺達の約束
  - 「俺達の約束」（獄寺隼人&山本武）
- 家庭教師ヒットマンREBORN! キャラソンシングルシリーズ3 走れ/明日に向かって
  - 「走れ」（獄寺隼人）
- 家庭教師ヒットマンREBORN! キャラクターアルバム SONG "RED" 〜famiglia〜
  - 「YELL」（獄寺隼人）

### その他
テレビ
- あにてれ Presents アニソンぷらす+（2009年1月12日、テレビ東京） - ナレーション

ディナーショー
- Legend of Sword（2009年 - 2012年・2014年、東京會館） - 共演と殺陣指導に車邦秀

DVD
- 市瀬秀和 -市 style-
- 市瀬秀和 「市×KOREAN〜四寅剣(サインゴン)と出会う旅〜」
- 家庭教師ヒットマンREBORN! ボンゴレ最強のカルネヴァーレ2008 〜in 中野サンプラザ〜
- 家庭教師ヒットマンREBORN! ボンゴレ最強のカルネヴァーレ2009 〜横浜にヴァリアー現る〜
- 家庭教師ヒットマンREBORN! ボンゴレ最強のカルネヴァーレ2010 〜白蘭・入江参戦〜
- 家庭教師ヒットマンREBORN! ボンゴレ最強のカルネヴァーレ RED
- 家庭教師ヒットマンREBORN! ボンゴレ究極のカルネヴァーレ!!!!!
- 家庭教師ヒットマンREBORN! ボンゴレ最強のカルネヴァーレコレクションDVD ver.ボンゴレ VOL.1
- 家庭教師ヒットマンREBORN! 日常編 後編（初回特典スペシャルDVD）「並盛オールキャスト座談会」